# غوردون واتسون (ملحن)
غوردون واتسون (بالإنجليزية: Gordon Watson)‏ هو معلم موسيقى وملحن وعازف بيانو أسترالي، ولد في 28 فبراير 1921، في باركس في أستراليا، وتوفي في 16 أبريل 1999.

## وصلات خارجية
- غوردون واتسون على موقع IMDb (الإنجليزية)
- غوردون واتسون على موقع ميوزك برينز (الإنجليزية)
- غوردون واتسون على موقع ديسكوغز (الإنجليزية)